# Тірунеш Дібаба
Тірунеш Дібаба (амх. ጥሩነሽ ዲባባ ቀነኔ, 1 червня 1985) — ефіопська легкоатлетка, олімпійська чемпіонка. Тірунеш походить із спортивної родини кількох олімпійських медалістів, до якої входять її сестри Гензебе та Еджегаєгу та її двоюрідна сестра Дерарту Тулу.  
Тирунеш одружена з дворазовим срібним чемпіоном Олімпійських Ігор ефіопським стаєром Сілеші Сіхіне. 
У листопаді 2014 року стало відомо про вагітність спортсменки, у зв'язку з якою вона пропустила спортивний сезон 2015 року. 26 березня 2015 року в Атланті (США) народила сина Натана Сілеші (3100 грам).

## Виступи на Олімпіадах
| Олімпіада           | Дисципліна           | Місце |
| ------------------- | -------------------- | ----- |
| Афіни 2004          | біг на 5000 метрів   | 3     |
| Пекін 2008          | біг на 5000 метрів   | 1     |
| Пекін 2008          | біг на 10 000 метрів | 1     |
| Лондон 2012         | біг на 10 000 метрів | 1     |
| Лондон 2012         | біг на 5000 метрів   | 3     |
| Ріо-де Жанейро 2016 | біг на 10000 метрів  | 3     |